# Leonardo Vecchiet
Leonardo Vecchiet (Trieste, 2 maggio 1933 – Chieti, 9 febbraio 2007) è stato un medico italiano, per vari anni medico della Nazionale di calcio dell'Italia.

## Biografia
Laureatosi in medicina nel 1957 all'Università di Firenze, si trasferì a Penne, in Abruzzo.
Si specializzò in varie branche della medicina, insegnando oltre alla semiologia medica e alla medicina sportiva, anche cardiologia, malattie dell'apparato respiratorio e digerente e sintomatologia del dolore.
Nel 1967 istituì il "Centro per le cefalee e il dolore cranio-facciale". Nella prima metà degli anni ottanta fondò la "Società italiana degli specialisti in medicina dello sport" dell'Università di Chieti; risulta inoltre tra i fondatori dell'"Associazione internazionale per lo studio del dolore", di cui diresse la sezione italiana.

## La collaborazione con la FIGC
Nel frattempo, avendo sin dalla seconda metà degli anni cinquanta iniziato a collaborare con la Federazione Italiana Gioco Calcio, apre a Chieti la prima "Scuola superiore di medicina dello sport", che dirige per un ventennio.
Con la FIGC ha un rapporto continuativo dal 1958, fino al 1967 come medico delle nazionali minori; dal 1968 fino al 1990, con la selezione maggiore, con cui disputa 6 campionati mondiali, tra cui quello dell'82 in Spagna, quando divenne noto per l'utilizzazione della carnitina come ricostituente, e 4 campionati europei.
Diresse il centro medico del centro tecnico federale di Coverciano e fu membro di varie commissioni medico-sportive italiane e internazionali, in ambito UEFA e FIFA.
Grazie al professor Vecchiet che ne è stato il promotore, l'Italia è dotata di una legge molto specifica sull'idoneità all'attività sportiva agonistica (D.M. 18.02.1982) e a quella non agonistica (D.M. 03.03.1983), che prevede una certificazione medico-legale susseguente a controlli clinici e strumentali obbligatori, con cadenza annuale, atti a scoprire eventuali patologie che potrebbero aumentare il rischio di morte improvvisa o provocare danni fisici importanti nell'atleta agonista.
È sepolto per sua volontà nel cimitero di Moraro.

## Opere
- L. Vecchiet, U. Teodori, R. Galletti, Fisiopatologia e clinica del dolore toracico, Milano, Zambon, 1973.
- L. Vecchiet, A. Calligaris, G. Montanari, Trattato di medicina dello sport applicata al calcio, Firenze, Centro Menarini, 1990, ISBN 88-7002-477-6.
- L. Vecchiet, A. Resina, Idoneità all'attività fisica ed allo sport, Roma, Jasillo, 1993.
- L. Vecchiet, Manuale di medicina dello sport applicata al calcio, Roma, Societa stampa sportiva, 1997, ISBN 88-8313-066-9.

## Onorificenze
La Federazione Italiana Gioco Calcio, inoltre, bandisce ogni anno la borsa di studio "Leonardo Vecchiet" riservata esclusivamente a progetti di ricerca sulla tematica "sclerosi laterale amiotrofica e calcio".